# Charlotte van Luxemburg
Charlotte Adelgonde Elisabeth Maria Wilhelmina (Colmar-Berg, 23 januari 1896 – Fischbach, 9 juli 1985), tweede dochter van groothertog Willem IV, was groothertogin van Luxemburg van 1919 tot 1964.

## Levensloop
Charlotte werd geboren op Kasteel Berg in Luxemburg. Op 15 januari 1919 volgde zij haar oudere zuster Maria Adelheid op, en op 6 november van datzelfde jaar huwde zij prins Felix van Bourbon-Parma, zoon van Robert I van Parma en een rechtstreekse afstammeling in mannelijke lijn van Lodewijk XIV.
Tijdens de regering van haar zuster was er in Luxemburg een sterke stroming ontstaan voor de aansluiting bij Frankrijk. Die tendens werd door Parijs niet aangemoedigd, om de vriendschappelijke betrekkingen met België niet te vertroebelen. De nieuwe groothertogin liet over deze kwestie op 28 september 1919 een referendum houden, waaruit bleek dat 78% van de Luxemburgers tégen de republiek en tégen een eventuele aanhechting bij België was.
Haar bewind tussen de jaren 1920 en 1940 was er een van welvaart en sociale vrede. Het groothertogelijke paar kreeg zes kinderen, die allen een geslaagd huwelijk sloten.
Op 10 mei 1940, bij de Duitse inval, vertrok groothertogin Charlotte met haar gezin en haar ministers naar de Verenigde Staten en daarna naar Montreal, waar zij tijdens de Tweede Wereldoorlog verbleef. Enthousiast zette de populaire vorstin zich daarna in voor de wederopbouw van haar land, dat tijdens het Ardennenoffensief voor de helft verwoest was. Dankzij het toerisme, de financiële instellingen en de staalindustrie verrees Luxemburg sterker dan tevoren uit het oorlogspuin. Door de vestiging van enkele belangrijke Europese instellingen kreeg het landje onder haar impuls internationale allure en verwierf het de hoogste levensstandaard van Europa.
Ondanks de grondwetswijziging van 1919, die de vorstelijke bevoegdheden aanzienlijk hadden beperkt, gebeurde er in Luxemburg maar weinig waar groothertogin Charlotte zich niet direct of indirect mee bezighield. Zelfs de oprichting van de populaire zender Radio Luxembourg was haar initiatief.
Zij droeg op 4 mei 1961 de regering over aan haar oudste zoon Jean, als stadhouder, en deed 12 november 1964 te zijnen gunste volledig afstand van de troon, tot ergernis van haar echtgenoot prins Felix (die in 1970 overleed, enkele maanden na hun gouden bruiloft). Sindsdien leidde zij een teruggetrokken leven op het kasteel van Fischbach, waar zij zich bezighield met haar hobby's: lectuur, muziek en tuinieren.
Groothertogin Charlotte overleed op 89-jarige leeftijd op Kasteel Fischbach. Haar stoffelijk overschot werd bijgezet in de kathedraal van Luxemburg.

## Kinderen
- Jean (1921-2019), huwde Josephine Charlotte van België (1927-2005)
- Elisabeth (1922-2011), trouwde met Frans Ferdinand van Hohenberg (1927-1977), een zoon van Maximiliaan van Hohenberg
- Marie Adelheid (1924-2007), trouwde met Karl Josef graaf Henckel von Donnersmarck (1928-2008)
- Marie Gabriëlle (1925-2023), trouwde met Knud van Holstein-Ledreborg (1919-2001)[2]
- Karel (1927-1977), trouwde met Joan Douglas-Dillon (1935)
- Alix (1929-2019), trouwde met Antoine 13e prins van Ligne (1925-2005)

## Kwartierstaat
| Willem van Nassau (1792-1839) | Willem van Nassau (1792-1839) | Willem van Nassau (1792-1839) | Willem van Nassau (1792-1839) | Willem van Nassau (1792-1839)            | Willem van Nassau (1792-1839)            | Louise van Saksen-Hildburghausen (1794-1824) | Louise van Saksen-Hildburghausen (1794-1824) | Louise van Saksen-Hildburghausen (1794-1824) | Louise van Saksen-Hildburghausen (1794-1824) | Louise van Saksen-Hildburghausen (1794-1824) | Louise van Saksen-Hildburghausen (1794-1824) |                                     |                                     | Frederik Augustus van Anhalt-Dessau (1799-1864) | Frederik Augustus van Anhalt-Dessau (1799-1864) | Frederik Augustus van Anhalt-Dessau (1799-1864) | Frederik Augustus van Anhalt-Dessau (1799-1864) | Frederik Augustus van Anhalt-Dessau (1799-1864) | Frederik Augustus van Anhalt-Dessau (1799-1864) | Marie Louise van Hessen-Kassel (1814-1895)   | Marie Louise van Hessen-Kassel (1814-1895)   | Marie Louise van Hessen-Kassel (1814-1895) | Marie Louise van Hessen-Kassel (1814-1895) | Marie Louise van Hessen-Kassel (1814-1895) | Marie Louise van Hessen-Kassel (1814-1895) |  |  | Johan VI van Portugal (1767-1826) | Johan VI van Portugal (1767-1826) | Johan VI van Portugal (1767-1826) | Johan VI van Portugal (1767-1826) | Johan VI van Portugal (1767-1826)  | Johan VI van Portugal (1767-1826)  | Charlotte Joachime van Bourbon (1775-1830) | Charlotte Joachime van Bourbon (1775-1830) | Charlotte Joachime van Bourbon (1775-1830) | Charlotte Joachime van Bourbon (1775-1830) | Charlotte Joachime van Bourbon (1775-1830) | Charlotte Joachime van Bourbon (1775-1830) |                                     |                                     | Constantijn van Löwenstein-Wertheim-Rosenberg (1802–1838) | Constantijn van Löwenstein-Wertheim-Rosenberg (1802–1838) | Constantijn van Löwenstein-Wertheim-Rosenberg (1802–1838) | Constantijn van Löwenstein-Wertheim-Rosenberg (1802–1838) | Constantijn van Löwenstein-Wertheim-Rosenberg (1802–1838) | Constantijn van Löwenstein-Wertheim-Rosenberg (1802–1838) | Maria Agnes Henriette van Hohenlohe-Langenburg (1804–1835) | Maria Agnes Henriette van Hohenlohe-Langenburg (1804–1835) | Maria Agnes Henriette van Hohenlohe-Langenburg (1804–1835) | Maria Agnes Henriette van Hohenlohe-Langenburg (1804–1835) | Maria Agnes Henriette van Hohenlohe-Langenburg (1804–1835) | Maria Agnes Henriette van Hohenlohe-Langenburg (1804–1835) |  |  |  |  |  |  |  |  |  |  |  |  |  |  |  |  |  |  |  |  |  |  |  |  |  |  |  |  |  |  |  |  |  |  |  |  |  |  |  |  |  |  |  |  |  |  |  |  |
| Willem van Nassau (1792-1839) | Willem van Nassau (1792-1839) | Willem van Nassau (1792-1839) | Willem van Nassau (1792-1839) | Willem van Nassau (1792-1839)            | Willem van Nassau (1792-1839)            | Louise van Saksen-Hildburghausen (1794-1824) | Louise van Saksen-Hildburghausen (1794-1824) | Louise van Saksen-Hildburghausen (1794-1824) | Louise van Saksen-Hildburghausen (1794-1824) | Louise van Saksen-Hildburghausen (1794-1824) | Louise van Saksen-Hildburghausen (1794-1824) |                                     |                                     | Frederik Augustus van Anhalt-Dessau (1799-1864) | Frederik Augustus van Anhalt-Dessau (1799-1864) | Frederik Augustus van Anhalt-Dessau (1799-1864) | Frederik Augustus van Anhalt-Dessau (1799-1864) | Frederik Augustus van Anhalt-Dessau (1799-1864) | Frederik Augustus van Anhalt-Dessau (1799-1864) | Marie Louise van Hessen-Kassel (1814-1895)   | Marie Louise van Hessen-Kassel (1814-1895)   | Marie Louise van Hessen-Kassel (1814-1895) | Marie Louise van Hessen-Kassel (1814-1895) | Marie Louise van Hessen-Kassel (1814-1895) | Marie Louise van Hessen-Kassel (1814-1895) |  |  | Johan VI van Portugal (1767-1826) | Johan VI van Portugal (1767-1826) | Johan VI van Portugal (1767-1826) | Johan VI van Portugal (1767-1826) | Johan VI van Portugal (1767-1826)  | Johan VI van Portugal (1767-1826)  | Charlotte Joachime van Bourbon (1775-1830) | Charlotte Joachime van Bourbon (1775-1830) | Charlotte Joachime van Bourbon (1775-1830) | Charlotte Joachime van Bourbon (1775-1830) | Charlotte Joachime van Bourbon (1775-1830) | Charlotte Joachime van Bourbon (1775-1830) |                                     |                                     | Constantijn van Löwenstein-Wertheim-Rosenberg (1802–1838) | Constantijn van Löwenstein-Wertheim-Rosenberg (1802–1838) | Constantijn van Löwenstein-Wertheim-Rosenberg (1802–1838) | Constantijn van Löwenstein-Wertheim-Rosenberg (1802–1838) | Constantijn van Löwenstein-Wertheim-Rosenberg (1802–1838) | Constantijn van Löwenstein-Wertheim-Rosenberg (1802–1838) | Maria Agnes Henriette van Hohenlohe-Langenburg (1804–1835) | Maria Agnes Henriette van Hohenlohe-Langenburg (1804–1835) | Maria Agnes Henriette van Hohenlohe-Langenburg (1804–1835) | Maria Agnes Henriette van Hohenlohe-Langenburg (1804–1835) | Maria Agnes Henriette van Hohenlohe-Langenburg (1804–1835) | Maria Agnes Henriette van Hohenlohe-Langenburg (1804–1835) |  |  |  |  |  |  |  |  |  |  |  |  |  |  |  |  |  |  |  |  |  |  |  |  |  |  |  |  |  |  |  |  |  |  |  |  |  |  |  |  |  |  |  |  |  |  |  |  |
|                               |                               |                               |                               |                                          |                                          |                                              |                                              |                                              |                                              |                                              |                                              |                                     |                                     |                                                 |                                                 |                                                 |                                                 |                                                 |                                                 |                                              |                                              |                                            |                                            |                                            |                                            |  |  |                                   |                                   |                                   |                                   |                                    |                                    |                                            |                                            |                                            |                                            |                                            |                                            |                                     |                                     |                                                           |                                                           |                                                           |                                                           |                                                           |                                                           |                                                            |                                                            |                                                            |                                                            |                                                            |                                                            |  |  |  |  |  |  |  |  |  |  |  |  |  |  |  |  |  |  |  |  |  |  |  |  |  |  |  |  |  |  |  |  |  |  |  |  |  |  |  |  |  |  |  |  |  |  |  |  |
|                               |                               |                               |                               | Adolf van Luxemburg (1817-1905)          | Adolf van Luxemburg (1817-1905)          | Adolf van Luxemburg (1817-1905)              | Adolf van Luxemburg (1817-1905)              | Adolf van Luxemburg (1817-1905)              | Adolf van Luxemburg (1817-1905)              |                                              |                                              |                                     |                                     |                                                 |                                                 | Adelheid Marie van Anhalt-Dessau (1833-1916)    | Adelheid Marie van Anhalt-Dessau (1833-1916)    | Adelheid Marie van Anhalt-Dessau (1833-1916)    | Adelheid Marie van Anhalt-Dessau (1833-1916)    | Adelheid Marie van Anhalt-Dessau (1833-1916) | Adelheid Marie van Anhalt-Dessau (1833-1916) |                                            |                                            |                                            |                                            |  |  |                                   |                                   |                                   |                                   | Michaël I van Portugal (1802-1866) | Michaël I van Portugal (1802-1866) | Michaël I van Portugal (1802-1866)         | Michaël I van Portugal (1802-1866)         | Michaël I van Portugal (1802-1866)         | Michaël I van Portugal (1802-1866)         |                                            |                                            |                                     |                                     |                                                           |                                                           | Adelheid van Löwenstein-Wertheim-Rosenberg (1831-1909)    | Adelheid van Löwenstein-Wertheim-Rosenberg (1831-1909)    | Adelheid van Löwenstein-Wertheim-Rosenberg (1831-1909)    | Adelheid van Löwenstein-Wertheim-Rosenberg (1831-1909)    | Adelheid van Löwenstein-Wertheim-Rosenberg (1831-1909)     | Adelheid van Löwenstein-Wertheim-Rosenberg (1831-1909)     |                                                            |                                                            |                                                            |                                                            |  |  |  |  |  |  |  |  |  |  |  |  |  |  |  |  |  |  |  |  |  |  |  |  |  |  |  |  |  |  |  |  |  |  |  |  |  |  |  |  |  |  |  |  |  |  |  |  |
|                               |                               |                               |                               | Adolf van Luxemburg (1817-1905)          | Adolf van Luxemburg (1817-1905)          | Adolf van Luxemburg (1817-1905)              | Adolf van Luxemburg (1817-1905)              | Adolf van Luxemburg (1817-1905)              | Adolf van Luxemburg (1817-1905)              |                                              |                                              |                                     |                                     |                                                 |                                                 | Adelheid Marie van Anhalt-Dessau (1833-1916)    | Adelheid Marie van Anhalt-Dessau (1833-1916)    | Adelheid Marie van Anhalt-Dessau (1833-1916)    | Adelheid Marie van Anhalt-Dessau (1833-1916)    | Adelheid Marie van Anhalt-Dessau (1833-1916) | Adelheid Marie van Anhalt-Dessau (1833-1916) |                                            |                                            |                                            |                                            |  |  |                                   |                                   |                                   |                                   | Michaël I van Portugal (1802-1866) | Michaël I van Portugal (1802-1866) | Michaël I van Portugal (1802-1866)         | Michaël I van Portugal (1802-1866)         | Michaël I van Portugal (1802-1866)         | Michaël I van Portugal (1802-1866)         |                                            |                                            |                                     |                                     |                                                           |                                                           | Adelheid van Löwenstein-Wertheim-Rosenberg (1831-1909)    | Adelheid van Löwenstein-Wertheim-Rosenberg (1831-1909)    | Adelheid van Löwenstein-Wertheim-Rosenberg (1831-1909)    | Adelheid van Löwenstein-Wertheim-Rosenberg (1831-1909)    | Adelheid van Löwenstein-Wertheim-Rosenberg (1831-1909)     | Adelheid van Löwenstein-Wertheim-Rosenberg (1831-1909)     |                                                            |                                                            |                                                            |                                                            |  |  |  |  |  |  |  |  |  |  |  |  |  |  |  |  |  |  |  |  |  |  |  |  |  |  |  |  |  |  |  |  |  |  |  |  |  |  |  |  |  |  |  |  |  |  |  |  |
|                               |                               |                               |                               |                                          |                                          |                                              |                                              |                                              |                                              | Willem IV van Luxemburg (1852-1912)          | Willem IV van Luxemburg (1852-1912)          | Willem IV van Luxemburg (1852-1912) | Willem IV van Luxemburg (1852-1912) | Willem IV van Luxemburg (1852-1912)             | Willem IV van Luxemburg (1852-1912)             |                                                 |                                                 |                                                 |                                                 |                                              |                                              |                                            |                                            |                                            |                                            |  |  |                                   |                                   |                                   |                                   |                                    |                                    |                                            |                                            |                                            |                                            | Maria Anna van Portugal (1861-1942)        | Maria Anna van Portugal (1861-1942)        | Maria Anna van Portugal (1861-1942) | Maria Anna van Portugal (1861-1942) | Maria Anna van Portugal (1861-1942)                       | Maria Anna van Portugal (1861-1942)                       |                                                           |                                                           |                                                           |                                                           |                                                            |                                                            |                                                            |                                                            |                                                            |                                                            |  |  |  |  |  |  |  |  |  |  |  |  |  |  |  |  |  |  |  |  |  |  |  |  |  |  |  |  |  |  |  |  |  |  |  |  |  |  |  |  |  |  |  |  |  |  |  |  |
|                               |                               |                               |                               |                                          |                                          |                                              |                                              |                                              |                                              | Willem IV van Luxemburg (1852-1912)          | Willem IV van Luxemburg (1852-1912)          | Willem IV van Luxemburg (1852-1912) | Willem IV van Luxemburg (1852-1912) | Willem IV van Luxemburg (1852-1912)             | Willem IV van Luxemburg (1852-1912)             |                                                 |                                                 |                                                 |                                                 |                                              |                                              |                                            |                                            |                                            |                                            |  |  |                                   |                                   |                                   |                                   |                                    |                                    |                                            |                                            |                                            |                                            | Maria Anna van Portugal (1861-1942)        | Maria Anna van Portugal (1861-1942)        | Maria Anna van Portugal (1861-1942) | Maria Anna van Portugal (1861-1942) | Maria Anna van Portugal (1861-1942)                       | Maria Anna van Portugal (1861-1942)                       |                                                           |                                                           |                                                           |                                                           |                                                            |                                                            |                                                            |                                                            |                                                            |                                                            |  |  |  |  |  |  |  |  |  |  |  |  |  |  |  |  |  |  |  |  |  |  |  |  |  |  |  |  |  |  |  |  |  |  |  |  |  |  |  |  |  |  |  |  |  |  |  |  |
|                               |                               |                               |                               |                                          |                                          |                                              |                                              |                                              |                                              |                                              |                                              |                                     |                                     |                                                 |                                                 |                                                 |                                                 |                                                 |                                                 |                                              |                                              |                                            |                                            |                                            |                                            |  |  |                                   |                                   |                                   |                                   |                                    |                                    |                                            |                                            |                                            |                                            |                                            |                                            |                                     |                                     |                                                           |                                                           |                                                           |                                                           |                                                           |                                                           |                                                            |                                                            |                                                            |                                                            |                                                            |                                                            |  |  |  |  |  |  |  |  |  |  |  |  |  |  |  |  |  |  |  |  |  |  |  |  |  |  |  |  |  |  |  |  |  |  |  |  |  |  |  |  |  |  |  |  |  |  |  |  |
|                               |                               |                               |                               |                                          |                                          |                                              |                                              |                                              |                                              |                                              |                                              |                                     |                                     |                                                 |                                                 |                                                 |                                                 |                                                 |                                                 |                                              |                                              |                                            |                                            |                                            |                                            |  |  |                                   |                                   |                                   |                                   |                                    |                                    |                                            |                                            |                                            |                                            |                                            |                                            |                                     |                                     |                                                           |                                                           |                                                           |                                                           |                                                           |                                                           |                                                            |                                                            |                                                            |                                                            |                                                            |                                                            |  |  |  |  |  |  |  |  |  |  |  |  |  |  |  |  |  |  |  |  |  |  |  |  |  |  |  |  |  |  |  |  |  |  |  |  |  |  |  |  |  |  |  |  |  |  |  |  |
|                               |                               |                               |                               | Maria Adelheid van Luxemburg (1894-1924) | Maria Adelheid van Luxemburg (1894-1924) | Maria Adelheid van Luxemburg (1894-1924)     | Maria Adelheid van Luxemburg (1894-1924)     | Maria Adelheid van Luxemburg (1894-1924)     | Maria Adelheid van Luxemburg (1894-1924)     |                                              |                                              | Charlotte van Luxemburg (1896-1985) | Charlotte van Luxemburg (1896-1985) | Charlotte van Luxemburg (1896-1985)             | Charlotte van Luxemburg (1896-1985)             | Charlotte van Luxemburg (1896-1985)             | Charlotte van Luxemburg (1896-1985)             |                                                 |                                                 | Hilda van Luxemburg (1897-1979)              | Hilda van Luxemburg (1897-1979)              | Hilda van Luxemburg (1897-1979)            | Hilda van Luxemburg (1897-1979)            | Hilda van Luxemburg (1897-1979)            | Hilda van Luxemburg (1897-1979)            |  |  | Antonia van Luxemburg (1899-1954) | Antonia van Luxemburg (1899-1954) | Antonia van Luxemburg (1899-1954) | Antonia van Luxemburg (1899-1954) | Antonia van Luxemburg (1899-1954)  | Antonia van Luxemburg (1899-1954)  |                                            |                                            | Elisabeth van Luxemburg (1901-1950)        | Elisabeth van Luxemburg (1901-1950)        | Elisabeth van Luxemburg (1901-1950)        | Elisabeth van Luxemburg (1901-1950)        | Elisabeth van Luxemburg (1901-1950) | Elisabeth van Luxemburg (1901-1950) |                                                           |                                                           | Sophie van Luxemburg (1902-1941)                          | Sophie van Luxemburg (1902-1941)                          | Sophie van Luxemburg (1902-1941)                          | Sophie van Luxemburg (1902-1941)                          | Sophie van Luxemburg (1902-1941)                           | Sophie van Luxemburg (1902-1941)                           |                                                            |                                                            |                                                            |                                                            |  |  |  |  |  |  |  |  |  |  |  |  |  |  |  |  |  |  |  |  |  |  |  |  |  |  |  |  |  |  |  |  |  |  |  |  |  |  |  |  |  |  |  |  |  |  |  |  |

- Bibliothèque nationale de France: cb150553676 (data)
- Gemeinsame Normdatei: 119029243
- International Standard Name Identifier: 0000 0000 3287 7609
- Library of Congress Control Number: n2001044037
- Système universitaire de documentation: 153804645
- Virtual International Authority File: 264499494
- WorldCat: E39PBJvT3bjh3Pk9vpB6vv9bh3